# Sašo Štalekar
Sašo Štalekar (Slovenj Gradec, 3 de maio de 1996) é um jogador de voleibol esloveno que atua na posição de central.

## Carreira

### Clube
Štalekar começou sua carreira profissional atuando pelo Calcit Kamnik de 2015 a 2019. Pelo clube de seu país natal o central conquistou dois títulos da Copa da Eslovênia. Em 2019 foi contratado teuto-austríaco HYPO TIROL AlpenVolleys Haching por duas temporadas, porém no ano seguinte teve seu contrato rescindido por mútuo consentimento.
Para a temporada 2020–21 o esloveno voltou a defender as cores do Calcit Kamnik, onde conquistou o terceiro título da Copa da Eslovênia de sua carreira. Ao término da temporada, o central assinou contrato com o Panathinaikos Athens para atuar no voleibol grego. Com o novo clube, conquistou os títulos do Campeonato Grego e da Copa da Grécia.
Em 2022 central se mudou para a Alemanha para vestir a camisa do Berlin Recycling Volleys.

### Seleção
Štalekar competiu o Campeonato Mundial Sub-21 de 2015 onde terminou na 7ª colocação. No ano seguinte estreou na seleção adulta eslovena pela Liga Mundial de 2016, onde terminou o campeonato na 25ª colocação. Em 2019 conquistou o título da Challenger Cup de 2019 ao derrotar a seleção cubana por 3 sets a 0.
Foi vice-campeão do Campeonato Europeu nas edições de 2019 e 2021.

## Títulos
Calcit Kamnik
- Copa da Eslovênia: 2015–16, 2016–17, 2020–21

Panathinaikos Athens
- Campeonato Grego: 2021–22
- Copa da Grécia: 2021–22

Berlin Recycling Volleys
- Campeonato Alemão: 2022–23, 2023–24
- Copa da Alemanha: 2022–23, 2023–24
- Supercopa Alemã: 2022

## Clubes
| Anos      | Clube                           |
| --------- | ------------------------------- |
| 2015–2019 | Calcit Kamnik                   |
| 2019–2020 | HYPO TIROL AlpenVolleys Haching |
| 2020–2021 | Calcit Kamnik                   |
| 2021–2022 | Panathinaikos Athens            |
| 2022–     | Berlin Recycling Volleys        |